# WEi
Pour les articles homonymes, voir Wei.
WEi (coréen : 위아이 ; romanisation : Wi-ai ; Japonais : ウィーアイ) est un boys band sud-coréen de K-pop composé de 6 membres, formé en 2020 par Oui Entertainment. Le groupe a fait ses débuts le 5 octobre 2020 avec l'EP Identity: First Sight.

## Nom
Le nom du groupe, WEi, combine les mots « We » et « I », ce qui signifie « nous ne faisons qu'un et que nous ferons de la musique comme un seul ».

## Histoire

### Pré-début
Les différents membres de WEi ont tous été actifs avant de débuter ensemble au sein du groupe.
Jang Dae-hyeon et Kim Dong-han ont tous les deux participé au survival show Produce 101 (saison 2) de Mnet, finissant classés respectivement 83e et 29e. Après l'émission, ils ont tous les deux débuté dans des groupes temporaires : Dae-hyeon dans Rainz, et Dong-han dans JBJ. Les deux groupes se sont séparés en 2018, et Dae-hyeon et Dong-han ont tous les deux sortis des projets en solo,.
Kang Seok-hwa était trainee chez YG Entertainment. En 2018, il a participé à l'émission YG Treasure Box, un survival show ayant pour but de trouver les membres du groupe Treasure, mais a été éliminé.
Yoo Yong-ha et Kim Jun-seo ont tous les deux participé à l'émission Under Nineteen en 2018, et ont tous les deux débuté dans le groupe temporaire 1the9, terminant à la 6e et 9e place respectivement. Le groupe s'est séparé en 2020.
Kim Yo-han a participé à l'émission Produce X 101 en 2019 en tant que seul représentant de Oui Entertainment pour la saison. Kang Seok-hwa a lui aussi participé à l'émission, en tant que trainee individuel, et a été éliminé en 35e place. Sous les recommandations de Kim Yo-han, il finira par signer chez Oui Entertainment. De son côté, Kim Yo-han termine à la première place du classement, et débute en que center du groupe final X1. Néanmoins, suite à un scandale autour de la manipulation des votes par Mnet lors de l'émission, le groupe se séparera de façon précipitée en 2020.

### 2020-2021: Début avec la trilogieIdentity
WEi débute avec leur premier EP Identity: First Sight le 5 octobre 2020, avec la title track Twilight. Le clip de Twilight a atteint plus de 7 millions de vues sur YouTube deux jours après sa publication.
Le 24 février 2021, ils reviennent avec leur second EP Identity: Challenge. La title track, All or Nothing, a été écrite et composée par Dae-hyeon et son équipe de production StupidSquad.
Le 18 avril 2021, le groupe sort le single Comeback Home, une bande originale pour l'émission Comeback Home diffusée sur KBS2.
Le 9 juin 2021, WEi sort son troisième EP Identity: Action et sa title track Bye Bye Bye en conclusion de leur trilogie Identity.
Le 1er octobre 2021, ils sortent le single promotionnel Starry Night, produit par Dress, à travers la plateforme Universe Music pour promouvoir l'application mobile Universe.

### 2022-2023: TrilogieLove, débuts au Japon et tournées mondiales
Le 16 mars 2022, WEi débutent une nouvelle trilogie d'EP centrés autour de l'amour avec le premier volume Love Pt. 1: First Love, et sa title track Too Bad. A la suite de cet EP, le groupe se produit pour la première fois en concert lors de 2022 WEi CONCERT - FIRST LOVE les 16 et 17 avril 2022 à la KBS Arena Hall.
Le 18 juillet 2022, WEi annonce leur première tournée mondiale WEi World Tour: First Love prévue pour septembre 2022. La tournée s'étend sur 15 villes dans 6 pays, notamment la Thaïlande, le Japon, les Etats-Unis, le Canada, le Mexique et le Chili.
Le groupe débute aussi au Japon la même année, en sortant leur premier EP japonais Youth le 11 août, avec la title track originale Maldives.
Seulement 10 jours après la fin de leur tournée mondiale, WEi sort la seconde partie de leur trilogie Love Pt. 2: Passion le 19 octobre 2022, avec sa title track Spray.
Pour célébrer la fin de l'année avec leurs fans, WEi se produit en concert les 10 et 11 décembre 2022 au Yes24 Live Hall pour Merry RUi Day. Pour l'occasion, ils sortent aussi un single spécial de Noël écrit et composé par Dae-hyeon, Gift For You, le 13 décembre.
Le 27 février 2023, WEi annoncent leur seconde tournée mondiale, WEi 2nd World Tour: Passion, prévue pour avril 2023. Le groupe se produit dans 10 villes de 5 pays, notamment en Europe pour la première fois. Cette tournée se déroule sans Kim Yo-han, ne pouvant y participer pour des raisons de conflits d'emploi du temps.
La trilogie Love s'achève le 29 juin 2023 avec Love Pt. 3: Eternally et sa title track Overdrive. Pour célébrer la sortie de l'EP ainsi que la fin de la trilogie, WEi performera un concert nommé Eternal Sunshine au Yes24 Live Hall la veille, y révélant toutes les nouvelles chansons de l'EP pour la première fois.

### 2024-présent: LOVE2YOU et The Feelings
Après une pause pendant toute la seconde moitié de 2023, le groupe revient avec un second EP japonais WAVE le 14 février 2024, et sa title track FAKE LOVE (titre original japonais : 偽物 ; rōmaji : nisemono). Kim Yo-han ne participera pas ni à la production ni à la promotion de cet EP, à cause de ses activités solo.
Plus d'un an après Overdrive, WEi se reforme enfin au complet pour sortir un single digital écrit et composé par Dae-hyeon, LOVE2YOU, le 30 août 2024. Bien qu'il ait bien participé à l'enregistrement de la chanson et du clip vidéo, Kim Yo-han ne participe pas aux promotions du single du à un conflit d'emploi du temps.
Le 15 janvier 2025, WEi revient avec leur septième EP The Feelings et sa title track Not Enough, accompagné d'un showcase concert. Kim Yo-han n'a une nouvelle fois pas pu participer ni à la production de l'EP, ni à ses promotions. Les membres affirmeront néanmoins qu'il a été impliqué dans la sélection des chansons de l'EP, et il fera une apparition surprise lors du showcase concert, surprenant à la fois les fans et les membres.

## Fandom
En novembre 2020, le groupe annonce le nom de leur fandom : RUi. Son origine vient de la dénomination chinoise des constellations, où la 17e constellation est nommée "We", et la 16e "Ru". Ainsi, le nom RUi symbolise ceux qui précèdent WEi dans le ciel, comme des étoiles qui illuminent leur chemin.
Le nom peut aussi être interprété comme "R U i?" (Are you I?), comme si WEi et RUi se reconnaissaient à l'aide de questions réponses en miroir l'un de l'autre.
Dans l'EP Identity: Action, le groupe dédie la chanson RUi (titre original coréen : 16번째 별, La Seizième Constellation) à leurs fans. Elle a été composée et produite par Dae-hyeon, et écrite par l'ensemble des membres.

## Membres
- Jang Dae-hyeon (장대현)
- Kim Dong-han (김동한)
- Yoo Yong-ha (유용하)
- Kim Yo-han (김요한)
- Kang Seok-hwa (강석화)
- Kim Jun-seo (김준서)

## Discographie

### Albums coréens
| Titre                                                              | Détails de l'album                                                      | Meilleure position | Meilleure position | Ventes                        |
| Titre                                                              | Détails de l'album                                                      | COR                | JAP                | Ventes                        |
| ------------------------------------------------------------------ | ----------------------------------------------------------------------- | ------------------ | ------------------ | ----------------------------- |
| Identity: First Sight                                              | - Date de sortie : 5 octobre 2020 - Label : Oui Entertainment, Kakao M  | 3                  | 59                 | - COR : 67 501 - JAP : 1 525  |
| Identity: Challenge                                                | - Date de sortie : 24 février 2021 - Label : Oui Entertainment, Kakao M | 4                  | 21                 | - COR : 71 702 - JAP : 4 797  |
| Identity: Action                                                   | - Date de sortie : 9 juin 2021 - Label : Oui Entertainment, Kakao M     | 3                  | 20                 | - COR : 89 890 - JAP : 3 027  |
| Love Pt. 1: First Love                                             | - Date de sortie : 16 mars 2022 - Label : Oui Entertainment, Kakao M    | 5                  | 39                 | - COR : 124 251 - JAP : 1 699 |
| Love Pt. 2: Passion                                                | - Date de sortie : 19 octobre 2022 - Label : Oui Entertainment, Kakao M | 3                  | 36                 | - COR : 140 158 - JAP : 2 300 |
| Love Pt. 3: Eternally                                              | - Date de sortie : 29 juin 2023 - Label : Oui Entertainment, Kakao M    | 9                  | 33                 | - COR : 132 734 - JAP : 1 315 |
| The Feelings                                                       | - Date de sortie : 15 janvier 2025 - Label : Oui Entertainment, Kakao M | 2                  | —                  | - COR : 56 733                |
| « — » indique que le titre n'est pas sorti ou classé dans le pays. |                                                                         |                    |                    |                               |

### Albums japonais
| Titre                                                              | Détails de l'album                                                                 | Meilleure position | Meilleure position | Ventes |
| Titre                                                              | Détails de l'album                                                                 | JAP                | JAP Hot            | Ventes |
| ------------------------------------------------------------------ | ---------------------------------------------------------------------------------- | ------------------ | ------------------ | ------ |
| Youth                                                              | - Date de sortie : 11 août 2022 - Label : Oui Entertainment, Imx Inc               | 3                  | 44                 | 22 127 |
| Wave                                                               | - Date de sortie : 14 février 2024 - Label : Oui Entertainment, KISS Entertainment | 20                 | 13                 | 4 888  |
| « — » indique que le titre n'est pas sorti ou classé dans le pays. |                                                                                    |                    |                    |        |

### Single albums
| Titre        | Détails                                                                  |
| ------------ | ------------------------------------------------------------------------ |
| Gift for You | - Date de sortie : 12 décembre 2022 - Label : Oui Entertainment, Kakao M |

### Single digitaux
| Titre                    | Détails                                                                 |
| ------------------------ | ----------------------------------------------------------------------- |
| Starry Night             | - Date de sortie : 1er octobre 2021 - Label: Klap, Kakao M              |
| Overdrive (English Ver.) | - Date de sortie : 10 juillet 2023 - Label : Oui Entertainment, Kakao M |
| LOVE2YOU                 | - Date de sortie : 30 août 2024 - Label : Oui Entertainment, Kakao M    |

### Bandes originales
| Titre         | Emission             | Détails                                                               |
| ------------- | -------------------- | --------------------------------------------------------------------- |
| Comeback Home | Comeback Home (KBS2) | - Date de sortie : 18 avril 2021 - Label : Oui Entertainment, Kakao M |

### Collaborations
| Titre          | Artistes | Détails                                                               |
| -------------- | --- | --------------------------------------------------------------------- |
| 2021 Now N New | Doyoung, Seulgi, Baek Ji-young, Seo Eun-kwang, Lee Chang-sub, Hyunjae (The Boyz), Minyoung (BB Girls), MJ, Kim Jae-hwan, Ha Sung-woon, 10cm, Insooni, Ock Joo-hyun, Bom, Kim Tae-woo, Hwang Chi-yeul, Y (Golden Child), Tiger JK, Bizzy, WEi, BabySoul, Suyeon (Weki Meki), Suyun (Rocket Punch), Jane (Momoland), JooE, Ahin (Momoland), Cha Jun-ho (Drippin), PITTA, Kim Jo-han, Letteamor, Siyeon (Dreamcatcher), Yoohyeon (Dreamcatcher), Sinchon Tiger, IZ, WAX, Lee Sang-min, Cheetah, Teo (DKB), Tri.be | - Date de sortie : 18 avril 2021 - Label : Oui Entertainment, Kakao M |

### Singles
| Titre                                       | Année  | Meilleure position | Album                 |
| Titre                                       | Année  | COR Down.          | Album                 |
| Coréen                                      | Coréen | Coréen             | Coréen                |
| ------------------------------------------- | ------ | ------------------ | --------------------- |
| "Twilight"                                  | 2020   | 18                 | Identity: First Sight |
| "All or Nothing" (모 아님 도)               | 2021   | 127                | Identity: Challenge   |
| "Bye Bye Bye"                               | 2021   | 27                 | Identity: Action      |
| "Starry Night" (Prod. Dress) (반 고흐의 밤) | 2021   | —                  | Hors album            |
| "Too Bad"                                   | 2022   | 76                 | Love Pt.1: First Love |
| "Spray"                                     | 2022   | 147                | Love Pt.2: Passion    |
| "Gift for You"                              | 2022   | —                  | Gift for You          |
| "Overdrive" (질주)                          | 2023   | 42                 | Love Pt.3: Eternally  |
| "LOVE2YOU"                                  | 2024   | —                  | Hors album            |
| "Not Enough"                                | 2025   | 77                 | The Feelings          |
| Japonais                                    |        |                    |                       |
| "Maldives"                                  | 2022   | —                  | Youth                 |
| "Fake Love" (偽物)                          | 2024   | —                  | Wave                  |
| Anglais                                     |        |                    |                       |
| "Overdrive (English Ver.)"                  | 2023   | —                  | Hors album            |
|                                             |        |                    |                       |

## Filmographie

### Web show
| Année     | Titre     | Détails                           | Ref.   |
| --------- | --------- | --------------------------------- | ------ |
| 2020-2023 | OUI GO UP | - 3 saisons - Diffusé sur YouTube | [ 42 ] |

## Concerts et tournées

### Tournées
| Titre                        | Dates                             | Album(s) associé(s)    | Région(s)                                                 | Nombre de shows |
| ---------------------------- | --------------------------------- | ---------------------- | --------------------------------------------------------- | --------------- |
| WEi World Tour 'First Love'  | 4 septembre 2022 - 8 octobre 2022 | Love Pt. 1: First Love | Japon, Asie du Sud-Est, Amérique du Nord, Amérique Latine | 15              |
| WEi 2nd World Tour 'Passion' | 21 avril 2023 - 11 juin 2023      | Love Pt. 2 : Passion   | Japon, Europe, Amérique du Nord, Amérique Latine          | 14              |

### Concerts
| Titre                                                        | Date             | Pays         | Salle                             | Commentaires                                        |
| ------------------------------------------------------------ | ---------------- | ------------ | --------------------------------- | --------------------------------------------------- |
| WEi 'IDENTITY : First Sight' Debut SHOWCASE                  | 5 octobre 2020   | —            | Evènement en ligne                |                                                     |
| 2020 WEi ONLINE FAN MEETING 'WE:HIGH'                        | —                | —            | —                                 | Evènement annulé à cause de la pandémie de COVID-19 |
| WEi 2nd Mini Album 'IDENTITY: Challenge' Online Fan Showcase | 24 février 2021  | —            | Evènement en ligne                |                                                     |
| WEi 3rd Mini Album 'IDENTITY: Action' Fan Showcase           | 9 juin 2021      | Corée du Sud | Rowal Art Hall                    |                                                     |
| 2022 WEi CONCERT 'FIRST LOVE'                                | 16 avril 2022    | Corée du Sud | KBS Arena Hall                    |                                                     |
| 2022 WEi CONCERT 'FIRST LOVE'                                | 17 avril 2022    | Corée du Sud | KBS Arena Hall                    |                                                     |
| WEi Fan Concert 'Merry RUi Day'                              | 10 décembre 2022 | Corée du Sud | Yes24 Live Hall                   |                                                     |
| WEi Fan Concert 'Merry RUi Day'                              | 11 décembre 2022 | Corée du Sud | Yes24 Live Hall                   |                                                     |
| WEi Showcase Concert 'Eternal Sunshine'                      | 28 juin 2023     | Corée du Sud | Yes24 Live Hall                   |                                                     |
| 2024 WEi Japan Concert 'THE WAVE'                            | 17 février 2024  | Japon        | Matsushita IMP Hall               | Sans Kim Yo-han                                     |
| 2024 WEi Japan Concert 'THE WAVE'                            | 25 février 2024  | Japon        | SAKURA TOWN JAPAN PAVILION Hall A | Sans Kim Yo-han                                     |
| WEi Showcase Concert 'The Feelings'                          | 15 janvier 2025  | Corée du Sud | Yes24 Wanderloch Hall             | Sans Kim Yo-han                                     |
| 2025 WEi Japan Concert 'The Feelings'                        | 8 février 2025   | Japon        | SAKURA TOWN JAPAN PAVILION Hall A | Sans Kim Yo-han                                     |
| 2025 WEi Fan Concert 'The Feelings' in TAIPEI                | 15 février 2025  | Taiwan       | CORNER MAX                        | Sans Kim Yo-han                                     |
| 2025 WEi Fan Concert 'The Feelings' in TAIPEI                | 16 février 2025  | Taiwan       | CORNER MAX                        | Sans Kim Yo-han                                     |

## Récompenses et nominations
| Cérémonie                                          | Année | Catégorie                             | Nominé                 | Résultat   | Ref.   |
| -------------------------------------------------- | ----- | ------------------------------------- | ---------------------- | ---------- | ------ |
| APAN Music Awards                                  | 2020  | APAN Choice New K-Pop Icon            | WEi                    | Lauréat    | [ 43 ] |
| Asia Artist Awards                                 | 2021  | Male Idol Group Popularity Award      | WEi                    | Nomination | [ 44 ] |
| Asia Artist Awards                                 | 2021  | U+ Idol Live Popularity Award         | WEi                    | Nomination | [ 45 ] |
| Brand Customer Loyalty Awards                      | 2021  | Best Male Rookie Award                | WEi                    | Nomination | [ 46 ] |
| Brand of the Year Awards                           | 2021  | Rookie Male Idol Award                | WEi                    | Nomination | [ 47 ] |
| Gaon Chart Music Awards                            | 2021  | New Artist of the Year - Physical     | Identity : First Sight | Nomination | [ 48 ] |
| Global Environment International Conference Awards | 2022  | Top Class Representative Person Award | WEi                    | Lauréat    | [ 49 ] |
| Golden Disc Awards                                 | 2021  | Rookie Artist of the Year             | WEi                    | Nomination | [ 50 ] |
| Hanteo Music Awards                                | 2022  | Emerging Artist                       | WEi                    | Lauréat    | [ 51 ] |
| Korea First Brand Awards                           | 2021  | New Male Artist Award                 | WEi                    | Nomination | [ 52 ] |
| Korea First Brand Awards                           | 2022  | Male Idol Rising Star Award           | WEi                    | Nomination | [ 53 ] |
| Korea First Brand Awards                           | 2023  | Male Idol Rising Star Award           | WEi                    | Lauréat    | [ 54 ] |
| Mnet Asian Music Awards                            | 2020  | Best New Male Artist                  | WEi                    | Nomination | [ 55 ] |
| Mnet Asian Music Awards                            | 2020  | Artist of the Year                    | WEi                    | Nomination | [ 55 ] |
| Mnet Asian Music Awards                            | 2020  | Worldwide Icon of the Year            | WEi                    | Nomination | [ 55 ] |
| MTV Europe Music Awards                            | 2021  | Best Korean Act                       | WEi                    | Nomination | [ 56 ] |
| Seoul Music Awards                                 | 2021  | Rookie of the Year                    | WEi                    | Nomination | [ 57 ] |
| Seoul Music Awards                                 | 2021  | K-wave Popularity Award               | WEi                    | Nomination | [ 57 ] |
| Seoul Music Awards                                 | 2021  | Popularity Award                      | WEi                    | Nomination | [ 57 ] |